# Alexandre Negri
Pour les articles homonymes, voir Negri.
Alexandre Negri, né le 27 mars 1981 à Vinhedo (Brésil), est un footballeur brésilien naturalisé chypriote, évoluant au poste de gardien de but.

## Biographie

### En club
Il est formé à Ponte Preta au Brésil, il arrive en France en 2004 pour être la doublure de Stéphane Trévisan à l'AC Ajaccio où il restera une saison, sans jouer de match. Après un passage au Brésil et en Grèce, il évolue désormais à Chypre.

### Sélection nationale
Alexandre Negri fait partie des joueurs sélectionnés par Ricardo pour participer à la Gold Cup 2003. Il est le deuxième gardien derrière Gomes, où il ne joue pas de match.
Il est appelé pour la première fois par Pámbos Christodoúlou en équipe de Chypre en juin 2015 pour la confrontation contre Andorre comptant pour les éliminatoires de l'Euro 2016. Il n'entre pas en jeu durant la rencontre.

## Palmarès
- Avec l'APOP Kinyras Peyias
  - Vainqueur de la Coupe de Chypre en 2009